# 黄文优
黄文优（？—，英文：Stephen Ooi Boon Ewe），新加坡政治人物、长期候选人。他在各个全国大选和总统选举尝试竞选，没有一次成功，受人瞩目。

## 生活
据报道，黄先前是私人补习老师以及房地产执行总裁。

## 政治
1999年的总统选举中，他进入政坛。他向选举局提交合格表格，但是选举局拒发合格证书。
2001年大选，黄以独立人士的身份，竞逐如切单选区。他以3038的票数（16.45%），败于人民行动党现任议员曾士生。
2005年总统选举，他再次尝试申请参选资格。总统选举委员会拒绝他合格证书的申请，原因是不符合宪法规定的条件，经验与能力不足。
2006年，他创立人民自由民主党。不过，由于该党是在2006年大选提名日四天后才被批准，因此无法竞逐选举。
2011年大选，黄尝试竞逐盛港西单选区。在电视屏幕上，他临时唱一首选举歌（英語：jingle），有趣地介绍自己。提名日当天，他的保证人没有出现，在人群中寻找保证人，并没有成功。他过后没有提交提名表格就离开提名中心了。
2011年总统选举，黄决定第三次申请参选资格。宪法规定总统候选人一定要是无党籍，黄不得不退出人民自由民主党，並于7月11日提交表格。由於黃文優在申請合格證書時要求選舉委員會為他給予某些資格上的豁免，委員會以「無權為任何人給予在憲法中訂下的資格作豁免」的理由，否決黃文優的申請。。
在榜鹅东的2013年新加坡補選，黄是首位办理提名手续的人。他落败后接受记者采访，充满亵渎地咆哮，指责主流媒体歧视无党籍候选人。

## 腳註
1. ↑  . AsiaOne.   [September 27, 2011]. （原始内容存档于2017-10-29）.
2. ↑   (PDF), Singapore Presidential Elections Committee, August 13, 2005  [2013-01-21], （原始内容 (PDF)存档于2011-06-24）
3. ↑  .   [2013-01-21]. （原始内容存档于2016-04-14）.
4. ↑  . 海峡时报.   [September 27, 2011]. （原始内容存档于2012-01-19）.
5. ↑  Chan, Rachel. . 我报. 5 August 2011  [6 August 2011]. （原始内容存档于2012-05-28）.
6. ↑   (PDF). Singapore Elections Department.   [12 August 2011]. （原始内容存档 (PDF)于2012-04-03）.
7. ↑  Ooi Boon Ewe 'prepared' for tough fight in Punggol East[永久]
8. ↑  .   [2013-01-21]. （原始内容存档于2016-05-27）.